# روني بيرد (مغني)
روني بيرد (بالفرنسية: Ronnie Bird)‏ هو مغني فرنسي، ولد في 24 أبريل 1946 في بولون-بيانكور في فرنسا.

## وصلات خارجية
- روني بيرد على موقع IMDb (الإنجليزية)
- روني بيرد على موقع ميوزك برينز (الإنجليزية)
- روني بيرد على موقع ديسكوغز (الإنجليزية)
- روني بيرد على موقع ديسكوغز (الإنجليزية)
- روني بيرد على موقع قاعدة بيانات الفيلم (الإنجليزية)